# 反対称関係
反対称関係（はんたいしょうかんけい、英: antisymmetric relation）とは、集合 X に関する二項関係 R であって、次の条件を満たすものをいう。
{\displaystyle \forall x,y\in X\ (xRy\land yRx\;\Rightarrow \;x=y)}
すなわち、X の任意の元 x と y に対して「x から y への関係、および y から x への関係がともに成り立つならば、x = y である」ような関係のことである。この条件を反対称律（英: antisymmetric law）という。
また、反対称律は次の条件と同値である。
{\displaystyle \forall x,y\in X\ (xRy\land x\neq y\Rightarrow \lnot yRx)}
すなわち、反対称関係とは「x からy への関係が成り立ち、かつ x と y が等しくないならば、y から x への関係は成り立たない」ような関係であると定義してもよい。
反対称律に加え、反射律および推移律が成り立つ二項関係を、順序関係という。したがって、一般に順序関係は反対称関係である。例えば、実数における大小関係 (≦) や集合における包含関係 (⊆) は順序関係であるから、反対称関係でもある。順序関係でなく、反対称関係である関係の例としては、等号なしの大小関係 (＜) が挙げられる。
反対称関係は対称関係の論理的否定ではない。対称関係でも反対称関係でもある関係（等号＝など）もあり、また対称関係でも反対称関係でもない関係もある。対称関係でないものは非対称関係と呼ばれる。なお、ある変換により符号が反転する性質を反対称性というが、この概念とも直接の関係はない。